# Henry Piddington
Henry Piddington (1797-1858) est un scientifique et un capitaine de la marine marchande britannique en Orient. Il est renommé pour être le premier à avoir utilisé le terme de cyclone pour désigner les cyclones tropicaux qui sévissent dans les latitudes basses de la Terre. Il avait remarqué qu'un cargo pris dans un tel système en février 1845 au large de l'île Maurice avait effectué une trajectoire en cercle.
Piddington écrit plusieurs articles scientifiques à propos de la géologie, la minéralogie et la météorologie dans le Journal of the Asiatic Society of Bengal. 

## Biographie
Peu est connu de la jeunesse de Piddington qui commence sa carrière dans la marine marchande et devient commandant d'un navire. Vers la fin des années 1820, âgé d'environ 30 ans, il quitte la mer et prend un emploi à Calcutta où il devient finalement président des commissions d'enquête maritime. En 1829, il publie la première de ses communications scientifiques, « L'examen et l'analyse de certains spécimens de minerai de fer de Burdwan », dans le Journal de la Société asiatique du Bengale. On lui doit la même année l'article « Des principes fertilisants des inondations du Hugli ». 
Il publie ensuite régulièrement des essais sur divers sujets allant de la paléontologie, à la minéralogie, à l'agriculture tropicale mais il est surtout connu pour ses écrits sur les cyclones tropicaux. En effet, bien qu'un cyclone frappe le sud du Bengale en 1833, ce n'est que plus tard, après la lecture du livre du colonel William Reid, Law of Storms (Principes des tempêtes), qu'il porte ses efforts dans ce domaine. En 1839, il donne dans le Journal de la Société asiatique du Bengale son premier travail sur les cyclones : « Recherches sur la tempête et l'ouragan dans le golfe du Bengale des 3, 4 et 5 juin 1839 ». 
Ainsi commence une recherche qui s'étend jusqu'en 1858, année de sa mort, avec la publication du « Vingt-cinquième mémoire sur les principes des tempêtes ». Il laisse plus de 30 articles et brochures sur les cyclones tropicaux et deux livres, notamment le fameux Sailor’s hornbook (L'Abécédaire du marin) de 1848.

## Sailor's Hornbook
L'étude des tempêtes tropicales commence presque 200 ans avant la parution du livre de Piddington. Un géographe allemand, Bernhardus Verenius, est le premier à écrire au sujet des ouragans comme des tourbillons dans un livre intitulé Naturalis Geopaphia en 1650. Piddington établit en épluchant les observations des navires marchands que les vents au centre de ceux-ci sont calmes alors qu'ils circulent dans le sens antihoraire en s'éloignant du centre dans l'hémisphère nord et dans le sens horaire dans celui du sud, ce qui l'amène à leur donner le nom général de « cyclone ». 
Il identifie dans son livre la bande latitudinale dans laquelle ces tempêtes se développent et postule une source d'énergie pour ces systèmes. La contribution originale de Piddington fut de traiter le sujet de manière extrêmement utilitariste pour les marins : 
- Trajectoire moyennes saisonnières des tempêtes ;
- La force des vents et les différentes mers associées ;
- La division par types des tempêtes ;
- La fréquence de l'apparition de tempêtes doubles ;
- L'onde de tempête et les orages associés.

Sa contribution est également de montrer le risque naturel important que les cyclones posent à l'intérieur des terres. À l'époque de Piddington, les cyclones tropicaux en mer sont déjà reconnus comme le principal risque naturel des mers tropicales mais leur manifestation sur terre est largement ignoré.